# Valtur
La société Valtur SpA, est une entreprise italienne spécialisée dans le secteur touristique.
De Mars 2018 dans une estimation liquidée convenue.

## Histoire
La société Valtur SpA a été créée en 1964 par Raimondo Craveri, directeur de la société d'investissement Italconsult. Dans son tour de table, il comptait des entreprises importantes : la famille Agnelli avec Fiat, la société Alitalia, l'ACI - Automobile Club d'Italie, la société d'assurances Sara, la CIT - Compagnie Italienne de Tourisme et la banque Lambert, éternelle associée de Fiat. Le but de la société était la valorisation du tourisme italien.
Les débuts sont marqués par l'investissement dans des structures hôtelières puis très rapidement vers la gestion directe de centres de loisirs, comme les villages de vacances à la manière du Club Méditerranée des villages de Ostuni et Capo Rizzuto.
En 1974, l'État italien, sous couvert de sa branche dédiée InSud, prend une participation dans la société mais reste toutefois minoritaire. En 1976, c'est le Club Med qui acquiert également une participation qui permet de sceller une alliance opérationnelle, plusieurs villages Valtur figurent sur le Trident du Club.
Le succès de Valtur incite le groupe bancaire italien San Paolo à acquérir la majorité (54,4 %) du capital. Cette participation se trouvera encore augmentée en 1991 lorsque la banque San Paolo entrera au capital du Club Med à hauteur de 23 %.
En 1998, après une lutte avec Alpitour de la famille Agnelli, c'est la société Fin.Cab de Carmelo Patti qui rachète 77 % de Valtur. La nouvelle direction met en œuvre un projet de relance et d'internationalisation des activités de Valtur. Plusieurs villages sont construits dans le Mezzogiorno, le sud de la botte italienne, par l'intermédiaire d'une société filiale : Mediterraneo Villages.
En 2001, le groupe Patti acquiert le reste du capital de Valtur encore détenu par la société d'État Sviluppo Italia, Agence nationale pour l'investissement et le développement des entreprises.
Après les années difficiles résultant de la crise financière de 2008, Valtur connait des difficultés financières et le 18 octobre 2011 tout le groupe Valtur est placé sous administration judiciaire en attente d'un repreneur. L'appel d'offres de reprise a été lancé le 27 juin 2012 et la cession a été enregistrée par le tribunal de commerce de Rome le 26 mars 2013 au profit de la société Orovacanze filiale, constituée pour l'occasion, du groupe OroGroup SpA. 
Le 28 avril 2016 Investindustrial, société d'investissement d'Andrea Bonomi, a signé l'accord pour l'acquisition de 90 % du groupe Valtur. Dans le cadre de cette opération, Investindustrial a conclu l’acquisition immobilière de trois sites (Ostuni, Pila et Marilleva) déjà exploités par le Groupe Valtur. Le Groupe a également obtenu la gestion du Tanka Village de Villasimius, en Sardaigne et Garden Calabria à Pizzo Calabro, Calabre. Le Tanka était convoité par le Club Med. Il est alors supposé que cette acquisition reste une forme de « vengeance », à la suite de l'OPA ratée de Andrea Bonomi sur le voyagiste français. Mais en moins de deux ans, cet investissement se révèle un échec. Sur 80 millions d'euros de chiffre d'affaires, Valtur perd 60 millions et l'entreprise est mise en redressement ; les villages de vacances sont à vendre.

## Villages
En 2017, Valtur a 16 villages: tous en Italie et un en Croatie:
- Garden Toscana Toscane
- Tanka Village, Torre Chia, Colonna Beach - Sardaigne
- Favignana & Portorosa -  Sicile
- Capo Rizzuto, Garden Calabria, Simeri & Itaca-Nausicaa - Calabre
- Ostuni - Pouilles
- Marilleva - Trentin-Haut-Adige
- Principe Marmolada - Vénetie
- Pila - Vallée d'Aoste
- Sestrières - Piémont
- Novi - Croatie